# Züst (azienda)

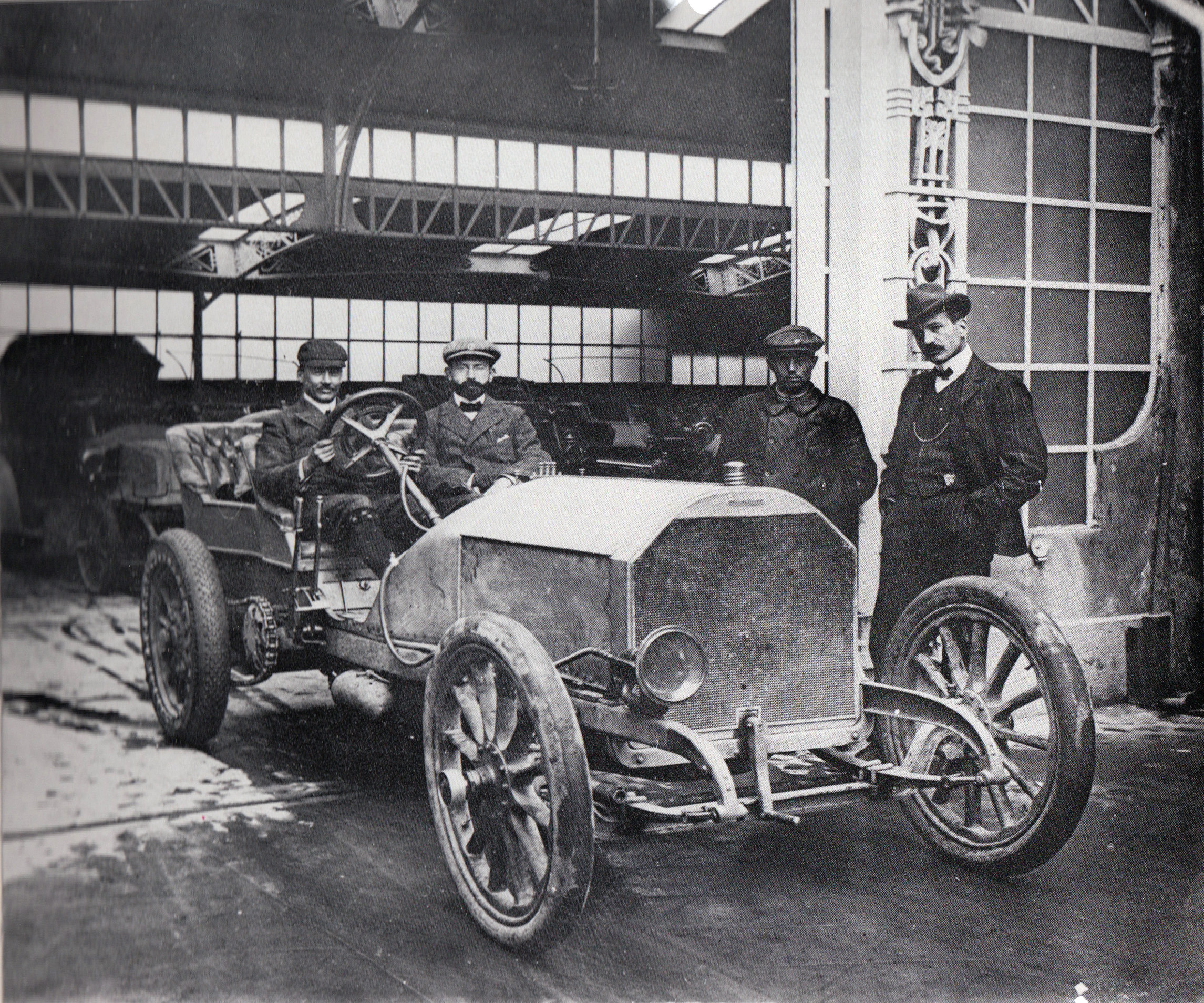
Lorenzo Ginori Lisci alla guida di una Züst (1904), alla estrema destra Roberto Züst

La Züst è stata un'azienda automobilistica italiana.

## Storia
Le origini dell'azienda risalgono al 1878 quando l'ing.Roberto Züst entra a far parte della Güller & Croff, un'azienda specializzata in costruzioni meccaniche, macchine di precisione fondata nel 1854 a Intra, oggi frazione della città di Verbania. Roberto Züst rileva la suddetta azienda nel 1893 e la ragione sociale assunse il cognome del proprietario. Nel 1903 i figli dell'ing. Roberto Züst ovvero Roberto, Arturo, Otto, Bruno e Silvio Züst fondano la "Züst ing. Roberto - Fabbrica Italiana di Automobili" con sede e stabilimento Intra, capitale sociale 1.500.000 Lire di cui 450.000 versate. Le officine di Intra si estendevano per una superficie di 20.000 metri quadri. Vi erano costruite turbine, macchine a vapore, macchine utensili, e automobili di lusso. I primi cenni sulla stampa della società Zust risalgono al 1905, sul Manuale dell'Automobilista dell'ing. Pedretti in cui era scritto «L'ing. Roberto Züst di Intra costruisce vetture che si sono meritate l'appellativo di "Mercedes italiane". Gli stabilimenti Züst rinomati da molto tempo per molte altre costruzioni meccaniche, anche nel ramo automobili producono macchine molto bene studiate secondo le vedute tecniche moderne e perfezionate al massimo grado». Il 26 marzo dello stesso anno i fratelli decidono di trasferire l'azienda a Milano; a Intra sarebbe rimasta la produzione di particolari fusi e macchine utensili. Capitale sociale aumentato di 375.000 Lire. 
Nel 1906, venne presa la decisione di fondare la Brixia-Züst a Brescia per la produzione di veicoli di serie più leggeri ed economici. I primi modelli sono la 28/45 Hp e la 40/50 HP con motori a 4 cilindri di 7432 cm³ e di 11 308 cm³.

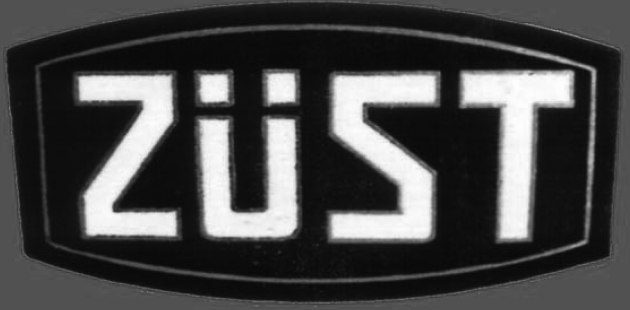
logo presente sulle calandre e successivo al primo

Con la 28/45 HP guidata dal pilota Sirtori con il meccanico Haaga e il giornalista de Il Mattino di Napoli Antonio Scarfoglio l'azienda partecipò nel 1908 al rally New York- Parigi che fece conoscere la casa nel mondo; in questa gara la Züst si dimostrò essere una vettura estremamente affidabile e robusta. Durante questo rally, poi vinto dall'auto americana Thomas che precedette la tedesca Protos, la Züst dovette anche attraversare la Siberia: la stessa impresa della Itala 35/45 HP di Scipione Borghese durante il Raid Pechino-Parigi del 1907.

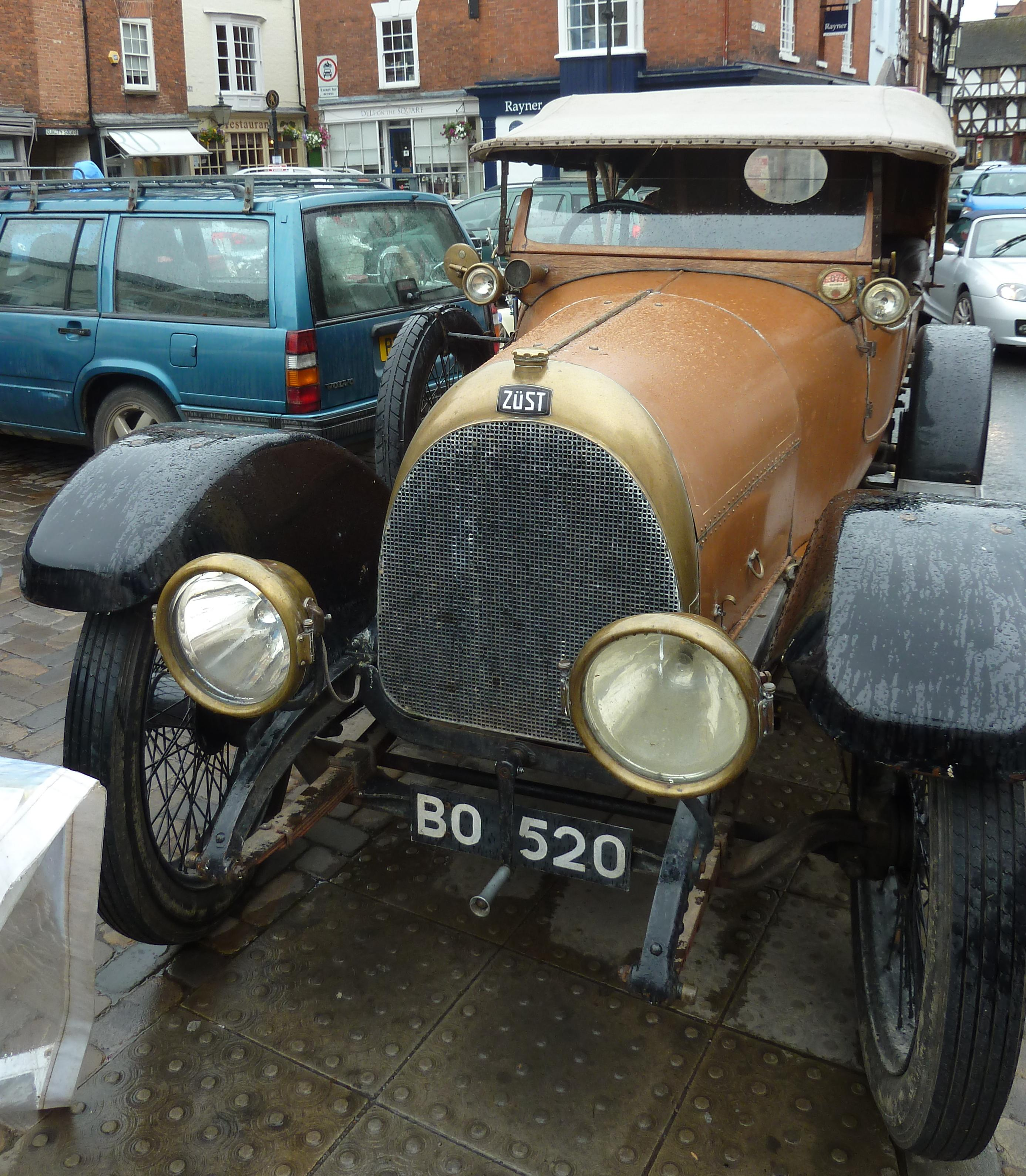
Il modello 28HP del 1912

Le vetture Züst sono fin dall'inizio di classe superiore e di grandi dimensioni. I telai erano in lamiera d'acciaio sagomato a freddo.
La produzione della ZÜST nel 1908 comprendeva 3 modelli:
- 15/25 HP di 2853 cm³ di cilindrata;
- 35/50 HP Speciale GS di 6321 cm³ di cilindrata;
- 50/60 HP, poi ribattezzata S 235 di 7432 cm³ di cilindrata.

Al Salone di Torino del 1908 della Züst dissero «rianimata da novello fervore costruttivo e commerciale, di cui, oltre ai fabbricanti, non hanno piccolo merito il dottor Vollmoeler, rilevatario della produzione Züst, e l'egregio signor Maggioni agente per l'Italia». Enrico Maggioni distinto più volte al volante di una macchina Züst, ne diventa il rappresentante generale per l'Italia, con sede a Milano, in via Boccaccio; nel giro di pochi mesi assunse la rappresentanza anche della Brixia, trasferì la rappresentanza in Piazza Castello 16, coniando lo slogan «l'unica marca che non ha il minimo stock di chassis invenduti».
(Pubblicità del gennaio 1908 su "L'Automobile")

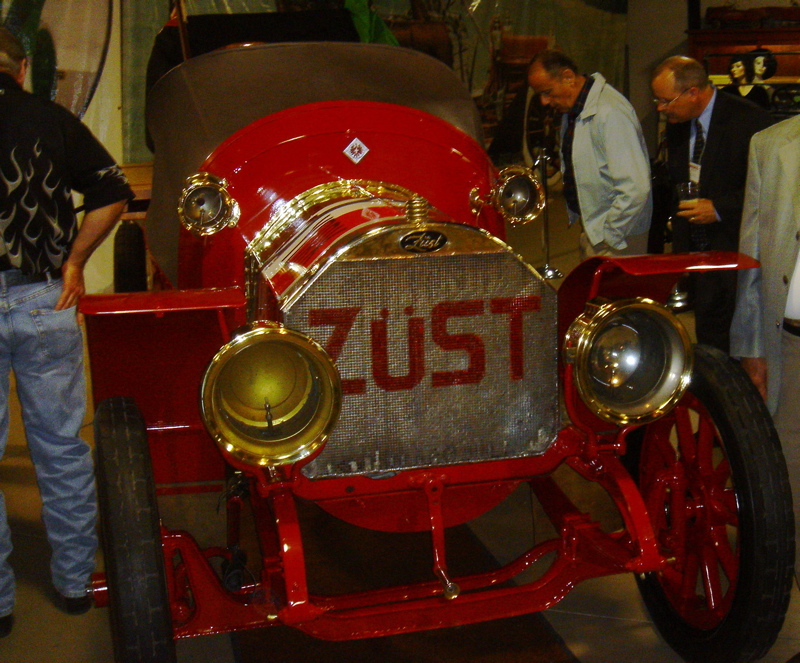
La Züst del 1906 che prese parte al giro del mondo del 1908

Già nel 1909 l'esercizio della Brixia-Züst si era chiuso con una perdita di 80.000 lire. La Züst si concentrò perciò sulla fornitura di camions militari ottenuta grazie alla vittoria del concorso nel 1910, per la recente guerra in Libia e la conquista della Tripolitania le necessità dell'esercito erano aumentate. Con l'inizio della prima guerra mondiale l'azienda produrrà sempre meno automobili civili e si dedicherà quasi per intero alla produzione di veicoli per l'esercito italiano.
Un riassetto amministrativo comportò innanzitutto l'assorbimento della Brixia-Züst, ancora in perdita secca, e in seguito la liquidazione della società Züst Motor Ltd di Londra, anch'essa sull'orlo del fallimento. La ragione sociale mutò in Società Anonima Züst Fabbrica Automobili – Brescia – Milano e a capo degli stabilimenti bresciani venne nominato il fratello Silvio. A Milano la sede commerciale fu stabilita in Via Manzoni, in via Pallavicino aprì un Garage con officina di riparazione.
Successivamente nel 1911 la Züst affidò la rappresentanza generale a Luigi Storero, personaggio noto come pilota Fiat. L'obiettivo era affiancare la costruzione di veicoli militari con la costruzione di omnibus per i trasporti pubblici automobilistici. I tipi proposti erano due: da 12-14 posti, 20/30 Hp e da 18-20 posti, 35/40 HP. Luigi Storero a tal fine allestì quattro grandi garage a Roma, Milano, Genova, Torino. Alla fine dell'anno Storero assunse la rappresentanza, accanto alla Züst, anche dell'Aquila Italiana e della Daimler. Nel 1913 si aggiunsero la nuova 25/35 HP S 305, che presentava un radiatore simile a quello delle Fiat dell'epoca e una cilindrata di 4712 cm³. L'ultimo modello di Züst fu la 15/25 HP S 365, con cilindrata di 2952 cm³, e commercializzata nel 1916.
Il 1º ottobre 1917 gli stabilimenti e il marchio della Züst vennero ceduti alla OM. L'azienda ing. Roberto Züst - Officine meccaniche e fonderie, continuò la propria attività originaria con sede legale in Milano via A. Manzoni, 10

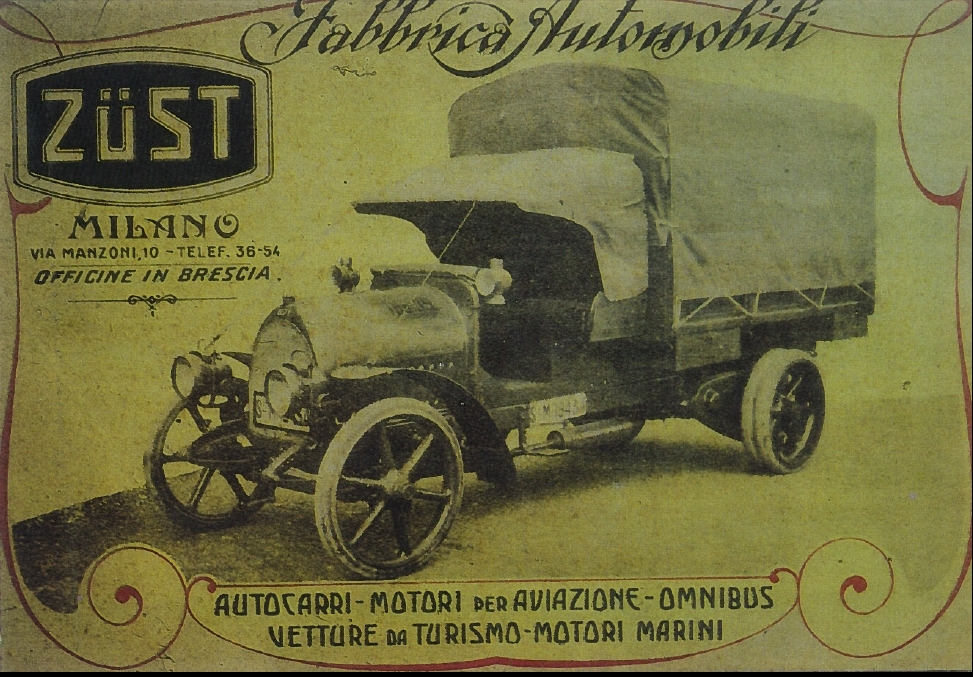
Pubblicità di un autocarro Züst, con sede in via Alessandro Manzoni 10 a Milano, prodotto nelle officine di Brescia

## Produzione
| Modello        | 28/45 HP | 40/50 HP | 25/35 HP | 35/45 HP | 16/20 HP | 35/50 HP S274/S275 | 50/60 HP S235 | 25/35 HP S305 | 15/25 HP S365 |
| Cilindrata cm³ | 7432     | 11308    | 4985     | 7432     | 3054     | 6231               | 7432          | 4712          | 2952          |
| nr. cilindri   | 4        | 4        | 4        | 4        | 4        | 4                  | 4             | 4             | 4             |
| Trasmissione   | catena   | catena   | catena   | catena   | catena   | catena             | catena        | catena        | cardano       |
| Prezzo         | 17.500   |          | 14.000   | 16.000   | 12.500   |                    |               |               |               |
| Produzione     | 1905-08  | 1905-08  | 1908-13  | 1909-11  | 1911     | 1912-15            | 1912-15       | 1913-16       | 1915-16       |